# 26656 Samarenae
26656 Samarenae è un asteroide della fascia principale. Scoperto nel 2000, presenta un'orbita caratterizzata da un semiasse maggiore pari a 2,2535295 UA e da un'eccentricità di 0,1372450, inclinata di 9,86704° rispetto all'eclittica.